# Iso-Purnu och Pikku-Purnu
Iso-Purnu och Pikku-Purnu eller Purnujärvi är en sjö i Finland. Den ligger i kommunen Kuusamo i landskapet Norra Österbotten, i den nordöstra delen av landet, 700 km norr om huvudstaden Helsingfors. Iso-Purnu och Pikku-Purnu ligger 276,6 meter över havet. Den är 13 meter djup. Arean är 1,07 kvadratkilometer och strandlinjen är 9,65 kilometer lång. Sjön  ingår i Ijo älvs huvudavrinningsområde. 